# نادي اليرموك (الأردن)
نادي اليرموك هو نادي رياضي أردني تأسس عام 1967 في العاصمة الأردنية عمان. يلعب في دوري الدرجة الأولى الأردني .حصل على بطولة درع الاتحاد الأردني مرة واحدة عام 2006.

## تاريخ
رؤساء النادي بالترتيب هم: 
- محمد أنور الخطيب مؤسس وأول رئيس من عام 1967 ولغاية 1996 ثم اعيد انتخابه 1998- 2002.

- غالب سنجق من 2006 -2008 ثم اعيد انتخابه 2002 - 2007 .

- موسى هنطش من 2007 - 2009 .

- أيوب خميس من 2009 ولغاية اليوم.